# Plosoharjo (Pace)
Plosoharjo is een bestuurslaag in het regentschap Nganjuk van de provincie Oost-Java, Indonesië. Plosoharjo telt 3743 inwoners (volkstelling 2010).